# Гангаев, Евгений Евгеньевич
Евгений Евгеньевич Гангаев (Либерман) (род. 5 июня 1943) — израильский (ранее — советский) автор-исполнитель и деятель культуры, один из основателей и руководителей центра «Маген». Живёт в Хайфе.
Будучи студентом МГПИ в 1966—1971 годах, стал (в 1966) основателем второго в СССР клуба студенческой (впоследствии — «самодеятельной») песни — КСП; участвовал в первых слётах авторской песни и в качестве организатора, и в качестве исполнителя.
Репатриировавшись в Израиль в 1991 году, Евгений Гангаев стал одним из основателей движения авторской песни в Израиле. С 1995 года — один из организаторов слётов авторской песни «Дуговка» (создателями слёта «Дуговка» являлись Ольга и Сергей Селицкие (Хайфа), проводились ежегодно до 2003 года) и «Песнь о земле» (проводятся нерегулярно начиная с 2003 года). В 1995 году под руководством Евгения Гангаева начал работу Хайфский клуб авторской песни, существующий и по сей день.
В 1996 году Евгений Гангаев и его жена Рахель Спектор с единомышленниками основали группу по изучению еврейской традиции и философии, из которой вырос культурный центр «Маген». Евгений Гангаев руководит практической деятельностью центра: в частности, планированием и организацией массовых акций протеста против разрушения поселений Гуш-Катиф летом 2005 года, общественного семинара «Альтернет-1» в 2006 году и т. д.
Евгений Гангаев принимает участие в деятельности театра «Маген» в качестве продюсера и инженера сцены. Он известен также как автор песни «Гризим-Эйвал», ставшей своего рода гимном в идеологических кругах, приближённых к центру «Маген», и некоторых других песен. В 2006 году Евгений Гангаев вместе с Рахель Спектор был награждён премией «Олива Иерусалима» за вклад в развитие театрального искусства. Ранее, в 2004 году, он был награждён премией Всемирного фонда имени Булата Окуджавы.

## В литературе
Имя Евгения Гангаева постоянно упоминается в мемуарной и фольклорной литературе, связанной с авторской песней: «И пить нам, и весело петь» Владимира Ланцберга, «История московского КСП» Игоря Каримова и др. Он — прообраз одного из персонажей книги «Перекрёсток желаний» Марины Меламед.